# Chapelle Saint-Pierre de Beaupuy
La chapelle Saint-Pierre est une chapelle catholique française qui fut plusieurs fois démolie et reconstruite, au fil des conflits comme la guerre de Cent Ans ou les guerres de Religion. L'édifice actuel date du XVIIe siècle. Elle est située sur la commune de Beaupuy, dans le département du français du Tarn-et-Garonne.

## Géographie
La chapelle Saint-Pierre est située sur la commune de Beaupuy, dans le département de Tarn-et-Garonne, dans la région Occitanie. Elle est à côté du cimetière.

## Histoire
La chapelle était l'ancienne église paroissiale. Au XIVe siècle, elle perd son titre au profit de l'église du village, placée directement sous la protection des seigneurs de Beaupuy.
Au XIXe siècle, l'église est détruite puis reconstruite et son mobilier est déplacé à la chapelle. Il y restera.
La chapelle sert pour les offices funèbres des habitants du quartier jusqu'en 1914. Elle est inscrite au titre des monuments historiques par arrêté du 31 décembre 2014.

## Description

### L'édifice
Les murs sont faits de terre cuite. Sur le toit de la chapelle est présente une cloche.

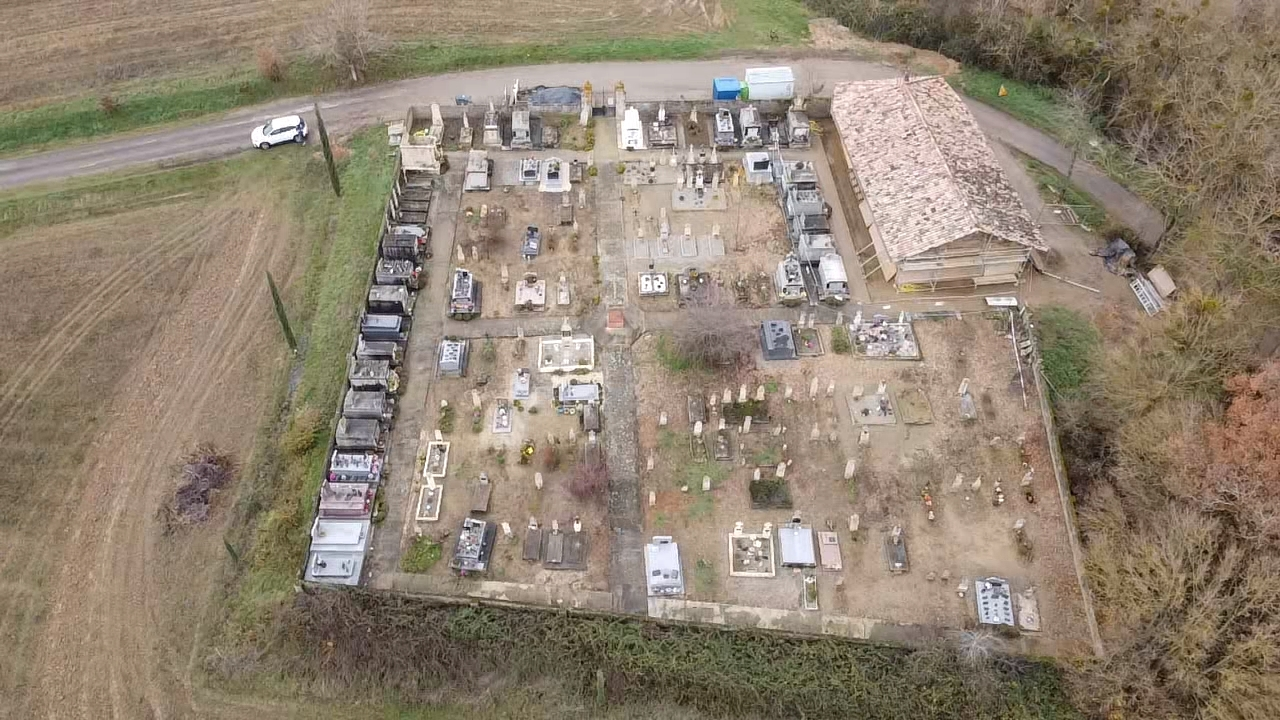
Cimetière et chapelle de Beaupuy vue du ciel
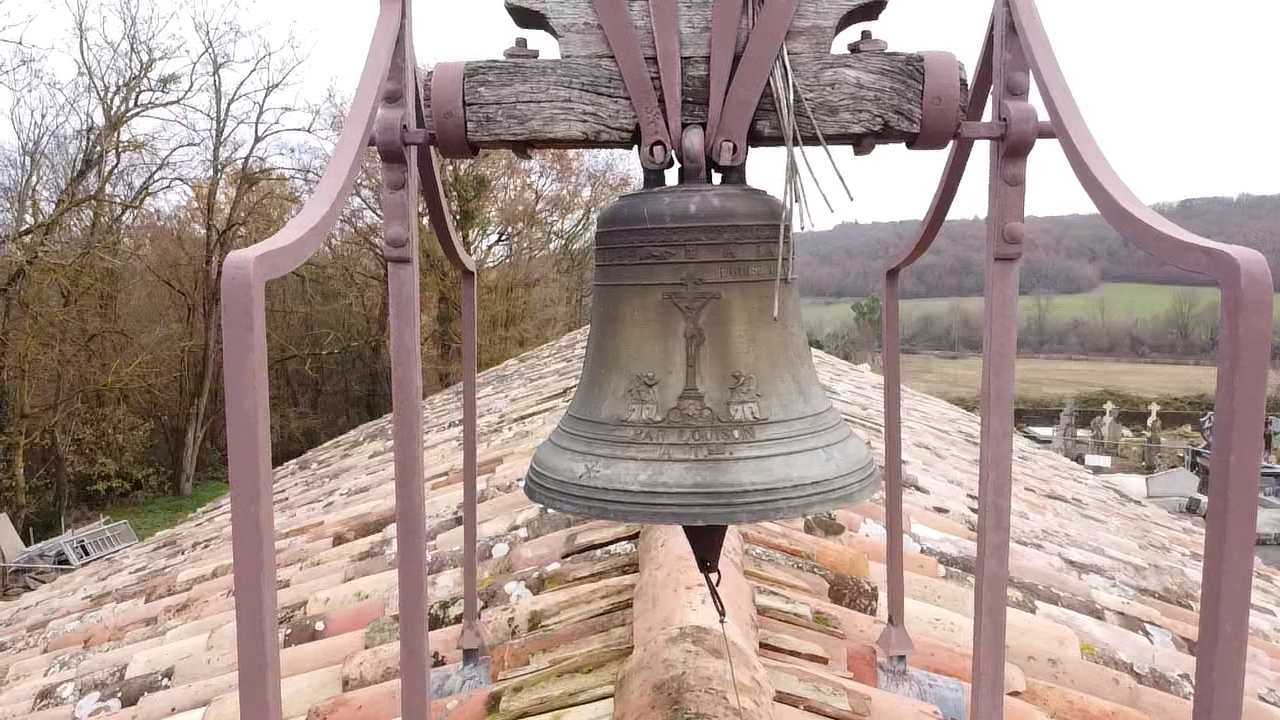
Face avant de la cloche de la chapelle
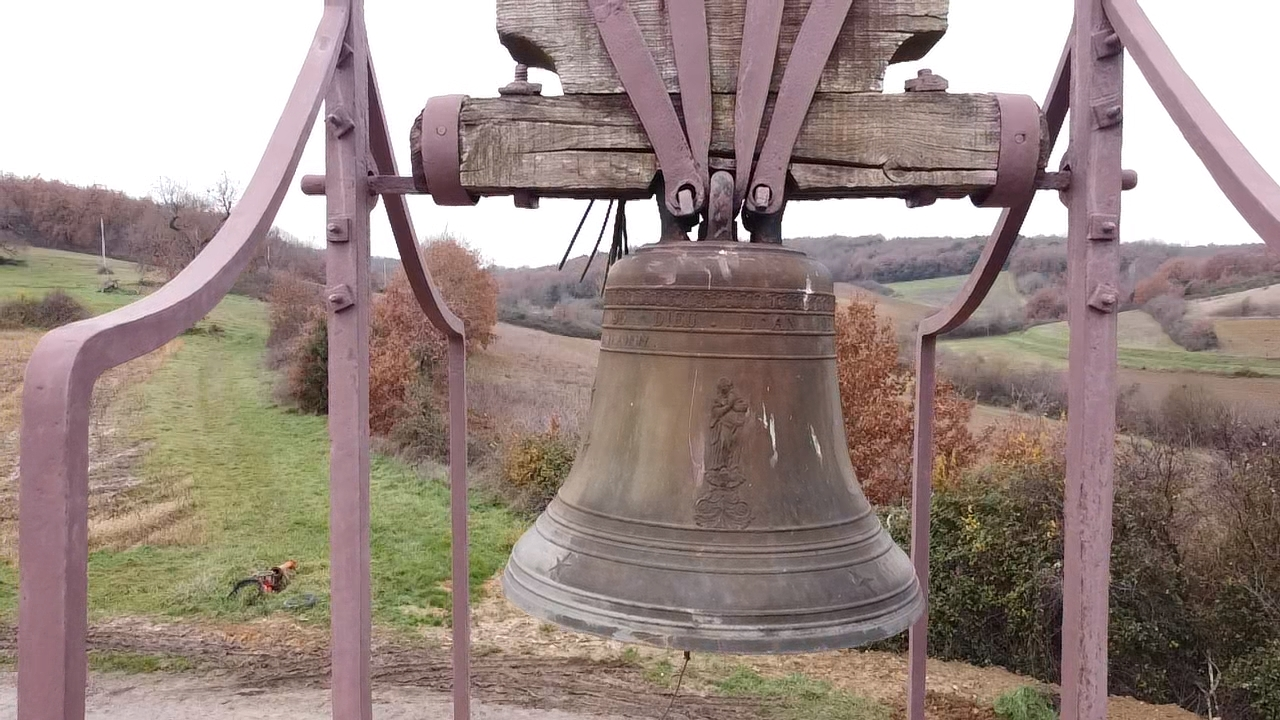
Face arrière de la cloche de la chapelle

### Le mobilier
Classés à titre objet des monuments historiques le 17 décembre 1970 : 
- L'autel daté du milieu du XVIIIe siècle[4].
- La Vierge à l'enfant datée du milieu du XVIIIe siècle[5]
- Saint Pierre daté du XVIIIe siècle[6]

Autre mobilier :
- Le lutrin daté du XVIIIe siècle. Orné sur le pupitre de grosses fleurs et de grappes de raisin, inscrit à titre objet le 15 octobre 2007[7].

Les objets habituellement présents dans la chapelle ont été transférés dans l'église de Beaupuy, le temps de la restauration.

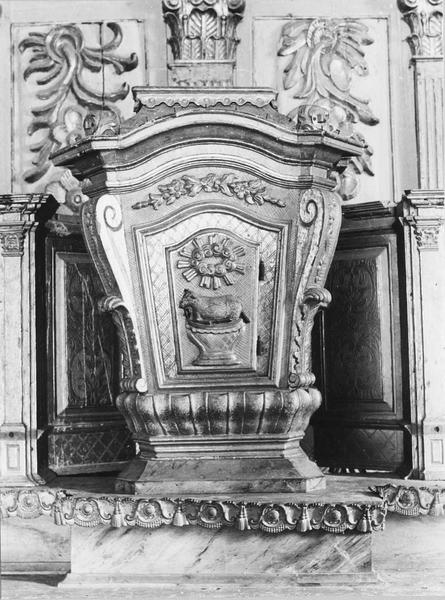
Autel de la chapelle
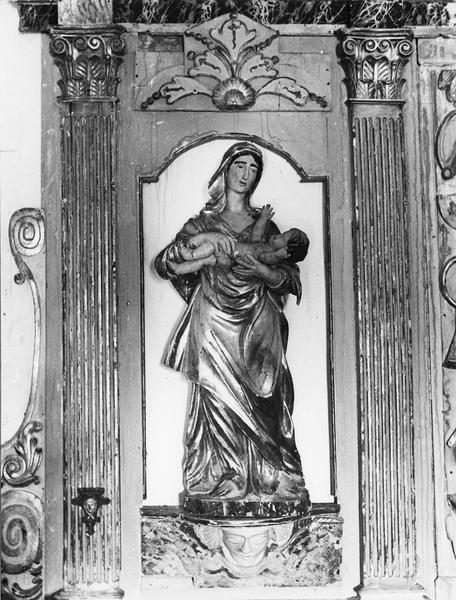
Vierge à l'enfant
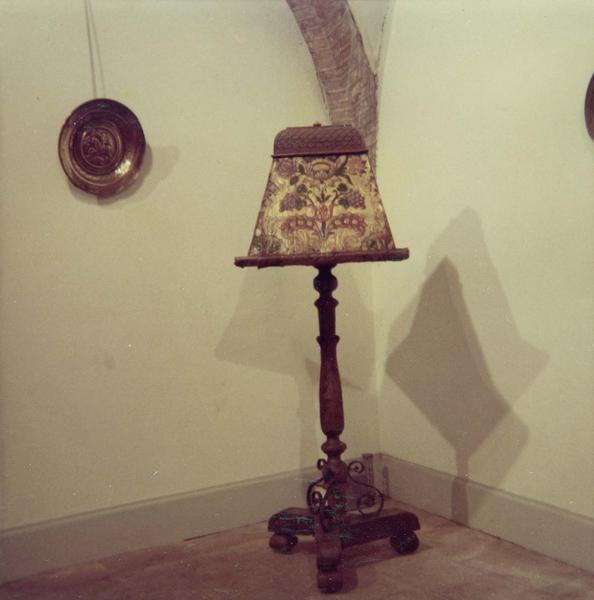
Lutrin
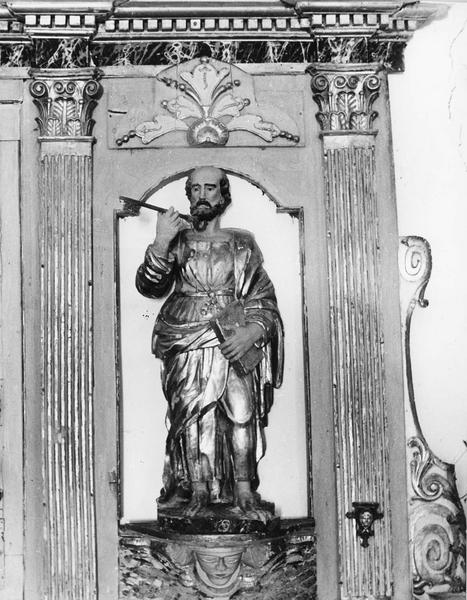
Saint Pierre

## Sites religieux à proximité
- Église du village de Beaupuy.
- Vierge à l'enfant sur la commune de Beaupuy, à l'emplacement de l'ancienne chapelle (détruite).
- Église Notre-Dame de Bouillac
- Abbaye de Grandselve

## Actualités
- Actuellement (2022), les travaux de rénovations se poursuivent. L'accès est interdit au public.
- L'architecte chargé des travaux de rénovation est Alain Klein[8].
- Le 3 septembre 2021, Stéphane Bern s'est rendu sur le chantier de la chapelle de Beaupuy[9].